# Minako Sato
Minako Sato, född 20 september 1955, är en japansk bågskytt. Hon deltog vid olympiska sommarspelen 1976 och 1984.